# Kullavägens BK
Kullavägens BK, förkortas KBK, är en fotbollsförening i Helsingborg. Den grundades år 1934.
Kullavägens BK:s företrädare hette Gyhults IF. 1933 blev Gyhults IF till Pålsjö Bollklubb och året efter ändrades namnet till Kullavägens Bollklubb.
Klubbens mest kände spelare genom tiderna är målvakten Kalle Svensson som spelade för klubben 1940-1943. Han fortsatte sedan till Helsingborgs IF.
Matcherna spelas på Norrvalla IP.